# Project Management Studio
Project Management Studio est un logiciel de gestion de projets gratuit, développé et distribué par un petit groupement de chefs de projet. Il permet aux chefs de projet de planifier, piloter et rendre compte de leur projet en gérant tant bien les tâches et leurs dépendances que les décisions, les analyses de risques et les tests de qualité liés à ces dernières. Project Management Studio permet également la gestion des ressources humaines liées au projet et le suivi des différents couts.
La particularité du logiciel est de regrouper certains outils proposés dans différents référentiel tel que le PMI, la méthode Agile ou encore Qualinnove. L'éditeur ayant développé le logiciel pour satisfaire un besoin interne avant de décider de le distribuer gratuitement.

## Fonctionnalités

### Planification
Project Management Studio permet la planification du projet via le WBS (Work Breakdown Structure) ou SDP (Structure de Découpe de Projet) orienté tâches du projet.
- Encodage des dates souhaitées de début et de fin des tâches
- Encodage des dates réelles de début et de fin des tâches
- Intégration des tâches dans des itérations / sprints / time boxes (méthode agile)
- Impression automatique des "Post-It" à lier au tableau des tâches (méthode agile / Kanban)
- Visualisation du projet dans un diagramme de Gantt

### Suivi du projet
Project Management Studio permet de consolider les informations liées à la vie du projet et nécessaires au bon suivi de ce dernier.
- Cahier des décisions regroupant toutes les décisions prises ou à prendre
- Cahier des risques regroupant les risques identifiés révélés ou non du projet avec les actions préventives et correctives déterminée
- Cahier des tests qualité regroupant les tests à réaliser pour valider la réussite du livrable
- Cahier des coûts regroupant les différents achats devant être réalisé
- Gestionnaire de ToDo liste

Chaque cahier peut être exporté sous forme de fichier compatible Microsoft Excel

### Gestion des ressources
Project Management Studio offre la possibilité d'attribuer des ressources à chaque tâche et de visualiser ensuite l'occupation de la ressources au cours du projet.

### Compte rendu
Project Management Studio offre deux tableaux de bords informant de l'état de vie du projet, le premier donnant des indicateurs sur les tâches réalisées, les décisions restantes, les risques révélés, ... 
Le second tableau de bord donnant vue sur les baselines coûts du projet (achat, temps presté et budget des risques)